# 蒙古攻四川之战
蒙古攻四川之战是繼蒙古帝国忽必烈于1253年攻灭大理国、1254年北上攻佔貴州，1255年，忽必烈以中路軍，會合東路軍鐵哥帶兒及西路蒙軍，1255年－1256年，蒙哥派忽必烈分三路蒙兵攻佔四川西部甘孜州及合州，曾經一度攻佔至重慶但是又棄守，因為宋军防守人數遠多過於蒙古军，四川遭逢蒙古洗劫屠城後，因釣魚城之戰蒙哥戰死，忽必烈需要回漠北蒙古爭大汗故北歸，四川一度重新由南宋統治，直至忽必烈大汗位鞏固後南侵宋朝，四川經元軍左路入侵後被佔領，之後四川作為元朝後勤區，為元朝進攻襄陽府提供有利條件。